# Geoff Nicholls
Geoffrey James "Geoff" Nicholls, född 29 februari 1948 i Birmingham, död 28 januari 2017, var en brittisk musiker. Han var keyboardist i Black Sabbath och spelade fram till sin död med Tony Martin.
Nicholls blev medlem i Black Sabbath 1979 och stannade i hela 25 års tid. Han skulle från början ha ersatt Geezer Butler, men när denne kom tillbaka i samband med Heaven and Hell (1980) hoppade han över till keyboard. Nicholls spelar keyboard på alla skivor efter Heaven and Hell och framåt.